# Vorontsovo (kraj Krasnojarsk)
Vorontsovo (Russisch: Воронцово) is de noordelijkste plaats (posjolok) van de selskoje poselenieje van Karaoel binnen het gemeentelijk district Tajmyrski van de Russische kraj Krasnojarsk. Het is een havenplaatsje verspreid langs de rechteroever van een bocht van de rivier de Jenisej, in de buurt van de Golf van Jenisej, aan zuidwestzijde van het schiereiland Tajmyr. Tot 2007 behoorde het als selsovjet tot het district Oest-Jenisejski van de autonome okroeg Tajmyr. De plaats telt 360 inwoners (in 2009 354 inwoners), waarvan 266 behoren tot een van de noordelijke Siberische volken.

## Vervoer
De plaats ligt op 2390 kilometer van Krasnojarsk, 278 kilometer van Dikson, 228 kilometer van Doedinka en 180 kilometer van Karaoel. De Jenisej vormt de belangrijkste verbinding in de zomer en is bevaarbaar van juni tot begin oktober. 9 kilometer westelijker ligt aan andere zijde van de rivier het oostelijkste punt van het schiereiland Gyda. Vijf kilometer noordelijker stroomt de Goltsjicha, de laatste zijrivier van de Jenisej, de rivier in.

## Geschiedenis
Het gebied rond de plaats werd voor de komst van de Russen bewoond door rondtrekkende lokale volken als Nenetsen, Enetsen, Nganasanen en Dolganen. De eerste Rus die er ging wonen was een handelaar genaamd Vorobjov, die er een handelshut bouwde en in de zomer goederen (vis, vlees en huiden) kocht van de lokale bevolking, die hij in de herfst per trekschuit liet vervoeren naar Doedinka om ze daar te verkopen. De lokale inwoners noemden hem voron ("raaf"), waarvan de naam van de plaats is afgeleid. In 1931 werden alle lokale volken de collectivisatie in gedwongen en samengebracht in een 'nomadenraad van Dolganen en Nenetsen'. De kolchoz 'Nieuw Leven' werd opgericht op de toendra nabij Moengoej, waar later ook de Enetsen werden ondergebracht. Begin 1936 vertrokken de Nganasanen en een deel van de Enetsen (de Samatu) naar de oostelijker gelegen toendra rond de rivier de Avam om daar te gaan werken in de Nganasaanse kolchoz 'Poera', hetgeen gepaard ging met opstanden onder de lokale bevolking, die met geweld werden neergeslagen door de sovjetautoriteiten.
Bij de plaats bevindt zich een kade en in de plaats een ziekenhuis, middelbare school (onderbouw), bibliotheek, bakkerij, uitgaansgelegenheid (Moeltik) en een handvol winkels. Sinds de val van de Sovjet-Unie is de afgelegen plaats in een negatieve spiraal terechtgekomen. Veel inwoners zijn werkloos en arm en velen zijn aan de drank geraakt. Ook vinden er relatief veel criminele activiteiten plaats, wat in 2009 leidde tot bezorgdheid onder de autoriteiten.

## Nabijgelegen plaatsen
Plaatsen in de buurt van Vorontsovo zijn Bajkalovsk, Kazantsevo, Levinskieje Peski, Nosok en Oest-Port.